# PSA World Tour Finals 2021/22
Die PSA World Tour Finals 2021/22 der Herren fanden vom 21. bis 26. Juni 2022 in der ägyptischen Hauptstadt Kairo statt. Die 27. Austragung des Saisonabschlussturniers war Teil der PSA World Tour 2021/22 und mit 200.000 US-Dollar dotiert. Parallel fand das Saisonabschlussturnier der Damen statt.
Vorjahressieger war Mostafa Asal, der das Turnier erneut gewann. Im Finale bezwang er Paul Coll mit 13:11, 11:8 und 11:7.

## Qualifikation und Modus
Die Gewinner aller Turniere der Kategorie PSA World Tour Platinum der Saison 2021/22 waren direkt qualifiziert. Alle Plätze, die durch mehrfache Titelträger übrig blieben, gingen an den nächsten Spieler in der Punkterangliste. Direkt qualifiziert war außerdem der amtierende Weltmeister, in diesem Jahr Ali Farag. Qualifizierte Spieler sind fett markiert.
| #  | Spieler                | Punkte | Turniere | Platinum-Siege |
| -- | ---------------------- | ------ | -------- | -------------- |
| 1  | Ali Farag              | 21.295 | 13       | 1              |
| 2  | Paul Coll              | 21.015 | 14       | 3              |
| 3  | Diego Elías            | 14.805 | 14       | 1              |
| 4  | Mostafa Asal           | 13.575 | 12       | 2              |
| 5  | Mohamed Elshorbagy     | 11.915 | 13       |                |
| 6  | Tarek Momen            | 9.995  | 13       |                |
| 7  | Joel Makin             | 9.015  | 15       |                |
| 8  | Mazen Hesham           | 8.935  | 17       |                |
| 9  | Marwan Elshorbagy      | 8.458  | 17       |                |
| 10 | Grégoire Marche        | 5.965  | 16       |                |
| 11 | Karim Abdel Gawad      | 5.853  | 15       |                |
| 12 | Youssef Soliman        | 5.808  | 17       |                |
| 13 | Miguel Ángel Rodríguez | 5.690  | 14       |                |
| 14 | Fares Dessouki         | 5.435  | 8        |                |
| 15 | Youssef Ibrahim        | 5.395  | 12       |                |
| 16 | Nicolas Müller         | 4.980  | 15       |                |

Die Vorrunde wurde in zwei Gruppen mit je vier Spielern im Best-of-three-Format ausgetragen. Für einen 2:0-Sieg wurden vier Punkte, für einen 2:1-Sieg drei Punkte und für eine 1:2-Niederlage ein Punkt vergeben. Bei Punktgleichheit entschied der direkte Vergleich. Waren drei oder mehr Spieler am Ende punktgleich, zählte das Verhältnis der gewonnenen Einzelpunkte. Die Gruppensieger und -zweiten zogen ins Halbfinale ein, das ebenfalls im Best-of-three-Format gespielt wurde. Das Finale wurde über drei Gewinnsätze ausgetragen.

## Preisgelder und Weltranglistenpunkte
Bei dem Turnier wurden die folgenden Preisgelder und Weltranglistenpunkte für das Erreichen der jeweiligen Runde ausgezahlt bzw. gutgeschrieben. Die Beträge sind nicht kumulativ zu verstehen. Das Gesamtpreisgeld betrug 200.000 US-Dollar.
| Runde          | Preisgeld |
| -------------- | --------- |
| Sieg           | 57.000 $  |
| Finale         | 38.000 $  |
| Halbfinale     | 23.750 $  |
| Gruppendritter | 14.250 $  |
| Gruppenvierter | 9.500 $   |

| Runde                 | Punkte   |
| --------------------- | -------- |
| Sieg                  | + 1000 1 |
| Finale                | + 550    |
| Halbfinale            | + 200    |
| Gruppenphase pro Sieg | + 150    |

 1 Sollte der Gewinner ungeschlagen bleiben, erhält er einen Bonus von zusätzlichen 150 Punkten.

## Finalrunde

### Gruppenphase

#### Gruppe A

##### Tabelle
| Pos. | Setzliste | Spieler            | Spiele | Sätze | EP    | Punkte |
| ---- | --------- | ------------------ | ------ | ----- | ----- | ------ |
| 1    | 1         | Ali Farag          | 3:0    | 6:2   | 84:54 | 10     |
| 2    | 5         | Mohamed Elshorbagy | 2:1    | 4:3   | 71:56 | 7      |
| 3    | 3         | Diego Elías        | 1:2    | 3:4   | 56:67 | 5      |
| 4    | 8         | Mazen Hesham       | 0:3    | 2:6   | 51:85 | 2      |

##### Ergebnisse
| Spieler            | Spieler            | Ergebnis         |
| ------------------ | ------------------ | ---------------- |
| Mohamed Elshorbagy | Mazen Hesham       | 11:4, 9:11, 11:5 |
| Ali Farag          | Diego Elías        | 8:11, 11:6, 11:3 |
| Diego Elías        | Mohamed Elshorbagy | 6:11, 7:11       |
| Ali Farag          | Mazen Hesham       | 11:3, 9:11, 11:2 |
| Diego Elías        | Mazen Hesham       | 11:5, 12:10      |
| Ali Farag          | Mohamed Elshorbagy | 11:8, 12:10      |

#### Gruppe B

##### Tabelle
| Pos. | Setzliste | Spieler      | Spiele | Sätze | EP    | Punkte |
| ---- | --------- | ------------ | ------ | ----- | ----- | ------ |
| 1    | 2         | Paul Coll    | 2:1    | 5:2   | 74:60 | 9      |
| 2    | 4         | Mostafa Asal | 2:1    | 4:3   | 61:65 | 7      |
| 3    | 7         | Joel Makin   | 1:2    | 3:4   | 65:67 | 5      |
| 4    | 6         | Tarek Momen  | 1:2    | 2:5   | 69:77 | 3      |

##### Ergebnisse
| Spieler      | Spieler      | Ergebnis          |
| ------------ | ------------ | ----------------- |
| Paul Coll    | Tarek Momen  | 11:9, 10:12, 8:11 |
| Mostafa Asal | Joel Makin   | 11:7, 3:11, 11:7  |
| Paul Coll    | Joel Makin   | 12:10, 11:5       |
| Mostafa Asal | Tarek Momen  | 11:8, 12:10       |
| Paul Coll    | Mostafa Asal | 11:8, 11:5        |
| Tarek Momen  | Joel Makin   | 7:11, 12:14       |

### Halbfinale
| Spieler   | Spieler            | Ergebnis   |
| --------- | ------------------ | ---------- |
| Ali Farag | Mostafa Asal       | 4:11, 6:11 |
| Paul Coll | Mohamed Elshorbagy | 11:6, 11:5 |

### Finale
| Spieler      | Spieler   | Ergebnis          |
| ------------ | --------- | ----------------- |
| Mostafa Asal | Paul Coll | 13:11, 11:8, 11:7 |